# Qoula
Qoula ((ar)قولة) était un village palestinien du sous-district de Ramle conquis, détruit et expulsé par Israël durant la Guerre israélo-arabe de 1948-1949. La population s'élevait à 1 010 habitants en 1945.
Hassan Salameh (? - 1948) et son fils Ali Hassan Salameh (1943-1979) étaient originaires de Qoula.

## Toponymie
Le nom du village, Qoula, Kouleh ou Cola ou encore Chola, fait référence à un nom de personne ; il est d’origine araméenne.

## Géographie
Qoula était situé à 12,5 km de Ramle, à une altitude de 125 m, sur le versant ouest d’une colline calcaire dominant la plaine. La route principale entre Ramle et Tulkarem passait à quelques centaines de mètres ; tout un réseau de routes secondaires reliait Qoula aux villages voisins. Les maisons du village étaient réparties au carrefour de toutes ces routes ; pendant le mandat britannique (années 1920-1940), l’extension du village s’est faite le long de la route principale
Le territoire du village avait une superficie totale de 4347 dounams[réf. nécessaire], dont 3885 dounams appartenaient à des Arabes, 271 à des Juifs et 191 étaient des terres publiques. Les cultures de céréales occupaient 2842 dounams, 105 dounams étaient irrigués ou utilisés pour des vergers (boustans) ; 26 dounams étaient construits.

## Histoire

### Croisades
Ses habitants étaient originaires de Jimzu, Ammuriya et d’autres lieux.
Au douzième siècle, les Hospitaliers ont installé une Maison forte, également centre administratif et de collecte d’impôts à Qoula, avec une tour et une construction voûtée.

### Empire ottoman
En 1596, Qoula est rattaché depuis le début du XVIe siècle siècle à l’Empire ottoman, et se situe dans la nahié (sous-district) de al-Ramla dans le sandjak de Gaza, avec 69 foyers musulmans, soit une population estimée de 380 habitants. Les villageois payaient des taxes sur les chèvres, les ruches et une presse utilisée pour le raisin et les olives, pour un total de 6650 akçe.
En 1838, Kuleh fait partie des villages qu’Edward Robinson voit du haut de la mosquée blanche de Ramle.
En 1870, Victor Guérin signale que le « le village, située sur une colline rocheuse, a probablement remplacé une petite ville ou un ancien village. Il y a un grand bâtiment aujourd’hui divisé en plusieurs logements, qui a pu être bâti par les chrétiens au temps des Croisades, avec des pierres taillées venant de vieux bâtiments ».
Il y a encore d’autres constructions anciennes, moins grande que la précédente mais dont les premières assise sont faites avec des pierres de grande taille, aux faces soit dressées soit tailléess avec des bossages, qui servaient encore de tour de défense.
Toute la partie supérieure est d’une date beaucoup plus récente. Une petite mosquée est similaire, construite avec des matériaux qui ont l’air anciens. Des éléments de sa porte sont décorés de moulures qui semblent antérieures à la conquête arabe. Un étang (birket) se trouvait près du village, de 18 pas sur 12 de large, n’est probablement pas l’œuvre des Arabes. Il est partiellement creusé dans la roche, et pour le reste construit de grands blocs polygonaux liés au béton.
Une liste de villages ottomane de 1870/1871 comptabilise 159 habitants à Kula ; seuls des hommes sont comptés dans ces 159 habitants,.
En 1882, l’enquête du Palestine Exploration Fund (fonds d’exploration de la Palestine, PEF) décrit le village de Qoula comme construit en pente sur le bord d’un plateau. Qoula possédait quelques reliques historiques d’époque médiévale, outre les structures déjà mentionnées et dont elle donne les noms, Burj Kuleh pour la tour et Birket er Ribba pour l’étang, qu’elle attribue aux croisés.
La mosquée du village est à environ 10 mètres à l’est de la tour ; elle est dotée d’un grand iwan voûté et d’une petite salle avec une inscription à l’entrée.

### Mandat britannique

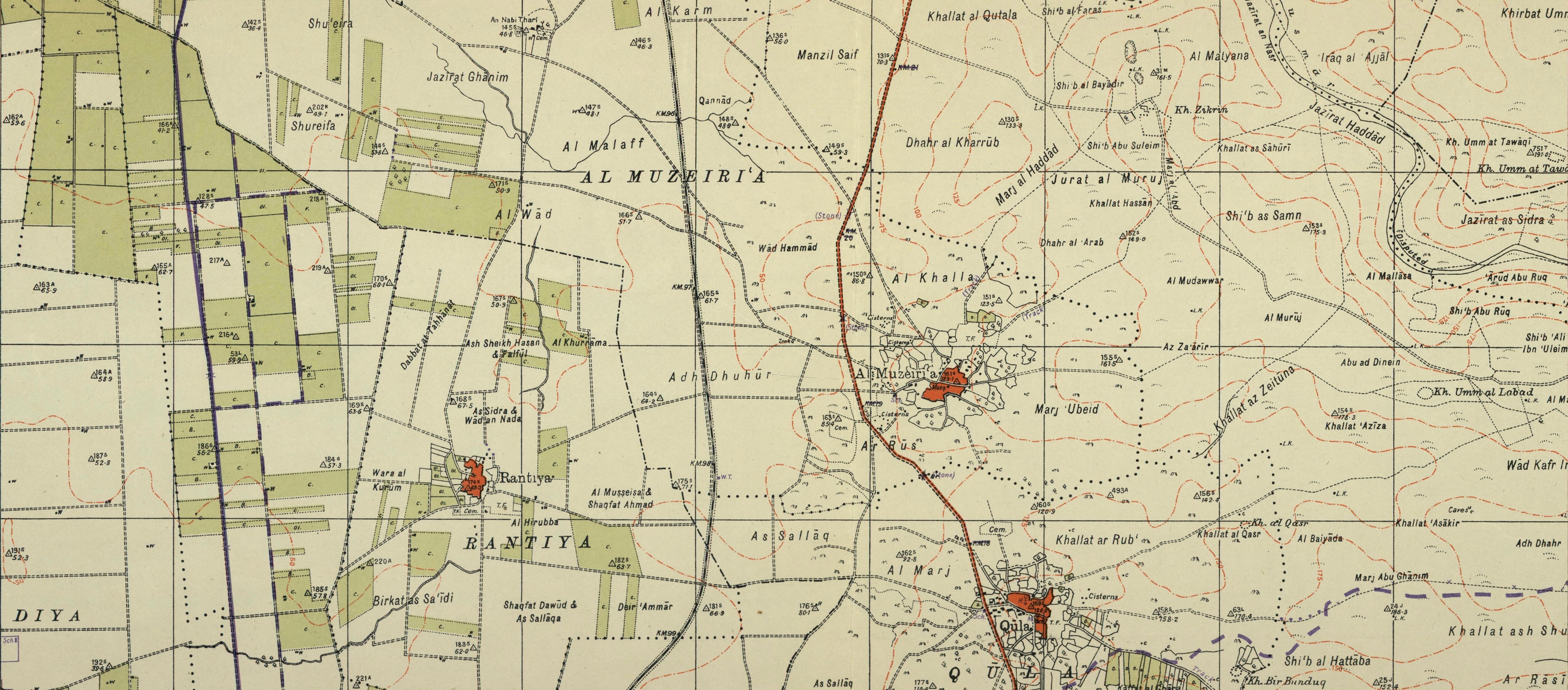
Carte de Qoula au 1:20 000 (1941).

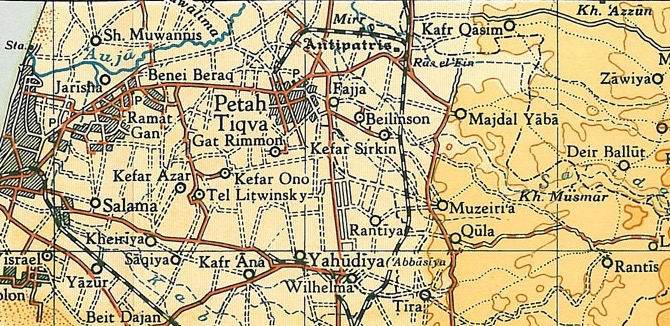
Carte de Qoula au 1:250 000 (1945).

Pendant le mandat britannique, le village s’agrandit sur la grande route entre Ramle et Tulkarem. Outre la mosquée, se trouvaient au centre du village plusieurs boutiques et une école, fondée en 1919. Au milieu des années 1940, elle avait 134 élèves.
Au recensement de 1922, Quleh avait une population de 480 habitants, qui augmente à celui de 1931 à 697, toujours tous musulmans.
Dans les statistiques de Village de 1945, la population était de 1010 habitants, tous musulmans.

### Guerre de 1948

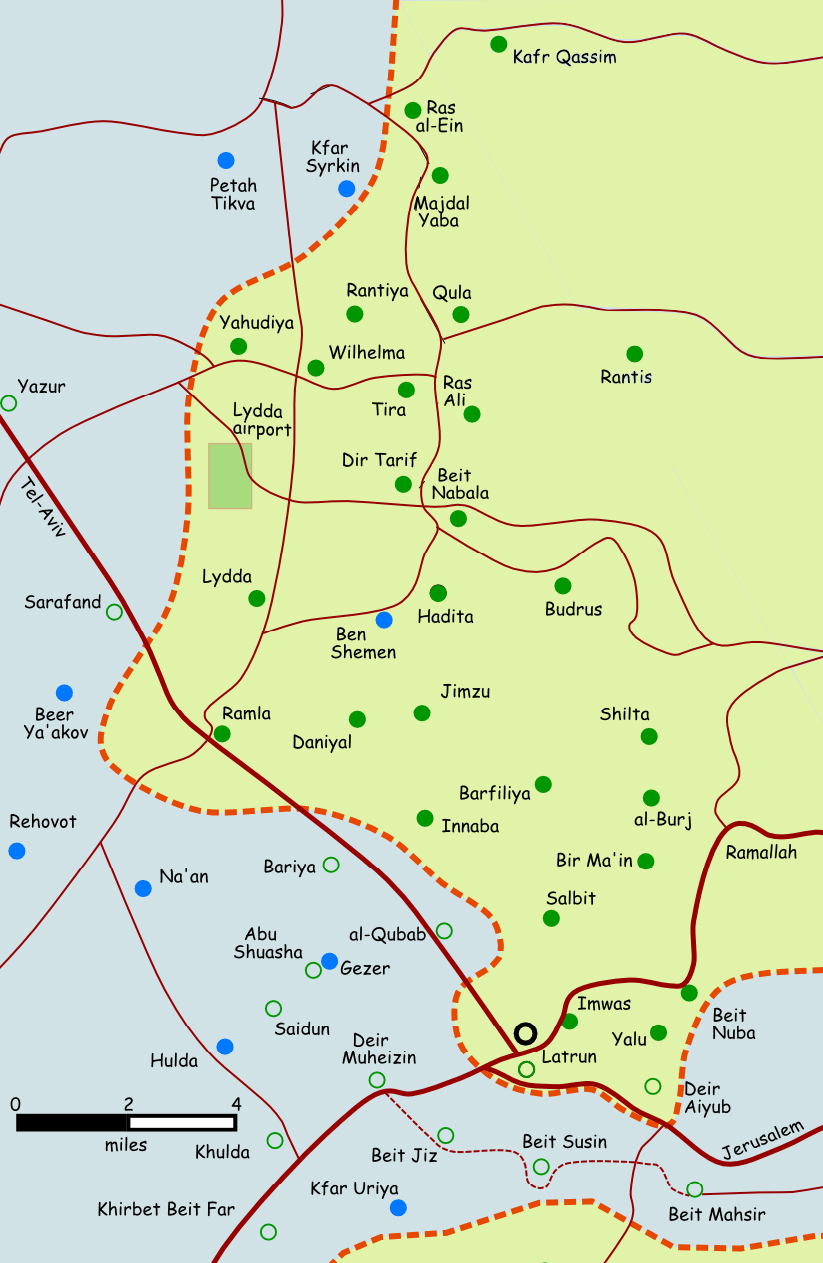
Villages arabes expulsés dans le sous-district de Ramle au 9 juillet 1948.

La population de Qoula est estimée à 1172 habitants en 1948.
Selon Morris, les combats dans la région ont opposé les forces de défense d'Israël (FDI) et la légion arabe jordanienne pendant les dix jours de l’opération Dani au mois de juin, après la fin de la première trêve. La brigade Alexandroni des FDI avait été envoyée sécuriser la zone au sud de la zone contrôlée par l’armée irakienne et a combattu devant le village contre la première brigade de la Ligue arabe. LES FDI s’emparent du village la dernière fois le 18 juillet, juste avant le début de la deuxième trève. Un rapport des FDI signale qu’après la prise du village, les corps de 19 soldats de la brigade ont été découverts mutilés. Selon l’Encyclopédie de la question palestinienne, la brigade Alexandroni, appuyée par la brigade Sheva blindée, s’empare de Qoula le 10 juillet après de durs combats ; le 16 juillet, une colonne mixte blindés-infanterie de la Légion arabe le reprennent, pour le reperdre devant les blindés de la Sheva et deux sections d’infanterie dans l’après-midi. Le 17, les Arabes reprennent le village avant de le reperdre définitivement. La plupart des habitants de Qoula ont fui pendant la guerre, ne restant que quelques vieillards. Ce n’est qu’en septembre que la destruction du village est programmée par Ben Gourion, avec 14 autres villages. À la fin des années 1990, Abdel Jawad rapporte les témoignages d’anciens habitants qui rapportent que 6 femmes et un homme restés au village ont été trouvés dans leurs maisons tués par arme à feu ou morts dans un incendie.
Aucune colonie israélienne ne s’est implantée sur le territoire de Qoula. La plus proche est celle de Givat Koach (en).
Les ruines du village peuvent être trouvées dans la forêt de Kula. En 1992, l’historien Walid Khalidi décrit le site : « Une forêt recouvre la plus grande partie du site. Les ruines des maisons croulantes et des terrasses sont visibles sous les arbres ; les cactus, les figuiers, les mûriers et les eucalyptus y poussent. Le seul bâtiment remarquable subsistant est l’école, à l’ouest du site. Les collines des environs sont utilisées comme pâturages, les autres terres sont cultivées ». En 1998, le nombre de réfugiés descendant des habitants de Qoula est estimé à 7195.

## Personnalités liées au village
Le commandant palestinien Hassan Salameh et son fils Ali Hassan Salameh (1940-1979) étaient originaire de Qoula.